# Joanna Walezjuszka
Jeanne de Valois (ur. 24 stycznia 1391 w Melun, zm. 27 września 1433 w Vannes) – królewna francuska, od śmierci teścia Jana V Zdobywcy 1 listopada 1399 – księżna Bretanii. Pochodziła z rodu Walezjuszów (bocznej gałęzi Kapetyngów).
Urodziła się jako trzecia córka (czwarte dziecko) króla Francji Karola VI Szalonego i jego żony, królowej Izabeli Bawarskiej. Jej młodszym bratem był przyszły król Francji Karol VII. 
19 września 1396 w Paryżu poślubiła przyszłego księcia Bretanii Jana VI Mądrego. Para miała siedmioro dzieci:
- Annę (1409–po 1415),
- Izabelę (1411–1442),
- Małgorzatę (1412–1421),
- Franciszka I (1414–1450), kolejnego księcia Bretanii
- Katarzynę (1416–po 1421),
- Piotra II (1418–1457), również przyszłego księcia Bretanii
- Idziego (1420–1450)

Została pochowana w katedrze św. Piotra w Vannes.